# Брянцев, Егор Павлович
Егор Павлович Брянцев (10 апреля 1909, Репенка, Воронежская губерния — 12 февраля 1982, Репенка, Белгородская область) — кавалер ордена Славы трех степеней, участник Великой Отечественной войны, старшина. После войны работал бригадиром полеводческой бригады, заместителем председателя колхоза.

## Биография
Егор Брянцев родился 10 апреля 1909 года в крестьянской семье в селе Репенка Ольшанской волости Бирюченского уезда Воронежской губернии, ныне село входит в Алексеевский городской округ Белгородской области. Русский. В семье Павла Конистратовича и Мавры Яковлевны Брянцевых было четверо детей: два сына и две дочери.
В 1921 году окончил 2 класса школы и вместе с родителями занимался сельским хозяйством до 1930 года. Затем работал в колхозе плотником-строителем, бригадиром полеводческой бригады, заместителем председателя колхоза.
В июле 1941 года призван на службу в Рабоче-крестьянскую Красную Армию Алексеевским РВК Воронежской области. Участвовал в Великой Отечественной войне, командовал отделением 40-го отдельного саперного батальона (46-я стрелковая дивизия, 21-я армия, Ленинградский фронт).
Был трижды ранен: 8 сентября 1941 года, 10 февраля 1942 года и 6 января 1943 года.
В 1944 году вступил в ВКП(б), в 1952 году партия переименована в КПСС.
В боях в районе города Выборга Ленинградской области 28 июня 1944 года, будучи в должности коменданта переправы, Брянцев вместе с отделением проложил паромный мост через канал. Таким образом они смогли обеспечить переправу стрелкового батальона с артиллерией в минометную роту. За что 2 июля 1944 года Брянцев был награжден орденом Славы III степени. В сентябре 1944 года у поселка Пале (Латвия) он вместе с солдатами бригады прорыва обороны немецких войск смог организовать проходы в оборонительных ограждениях и пропустить свою дивизию. Затем Брянцев заменил выбывшего из строя командующего взводом и обеспечил выполнение задачи. За что 24 октября 1944 года был награжден орденом Славы II степени. 12 января 1945 года под городом Пултуск (Польша) вместе с бойцами своего отделения обезвредил минное поле, уничтожив более 300 мин. 14 февраля он вместе с командой саперов вступил в бой с немецкими солдатами, рискуя жизнью, выполнили поставленную задачу. 24 марта 1945 года награжден орденом Славы I степени.
24 июня 1945 года был участником парада Победы в г. Москве.
В 1945 году переехал в село Большое Кабанье Кабанского сельсовета Шадринского района Курганской области, работал бригадиром, заместителем председателя колхоза.
<Уточнить, когда?> Вернулся в родное село Репенка и продолжил работать в колхозе бригадиром овощеводческой бригады, затем секретарём партийной организации и заместителем председателя колхоза, заведовал свиноводческой фермой и птицефермой. В 1956 году участвовал во Всесоюзной сельскохозяйственной выставке. В 1962 году был участником VII пленума Белгородского обкома КПСС.
Егор Павлович Брянцев скончался 12 февраля 1982 года в селе Репенка Репенского сельсовета Алексеевского района Белгородской области, ныне село входит в Алексеевский городской округ той же области, похоронен на кладбище села Репенка.

## Награды
- Орден Славы I степени, 24 марта 1945 года[5]
- Орден Славы II степени № 8727, 24 октября 1944 года[6]
- Орден Славы III степени № 336635, 2 июля 1944 года[7]
- Медаль «За отвагу», дважды: 5 ноября 1943 года[8] и 29 декабря 1943 года[9]
- Медаль «За оборону Ленинграда»[10]

## Память
- Бюст, открыт 1 августа 2015 года в селе Репенка Алексеевского городского округа Белгородской области — 50°46′58″ с. ш. 38°46′40″ в. д.HGЯO[11].
- Мемориальная доска, установлена на здании МБОУ «Репенская средняя общеобразовательная школа», с. Репенка, ул. Центральная, 34 — 50°46′56″ с. ш. 38°46′41″ в. д.HGЯO.

## Семья
Егор Брянцев был дважды женат: от первого брака у него трое детей, среди них сын Фёдор и дочь Нина Яхнева; от второго брака с Анисией Васильевной — две дочери.